# Бельвалия сарматская
Бельвалия сарматская (лат. Bellevalia sarmatica) синоним (лат. Hyacinthus sarmaticus) — травянистое растение, вид рода Бельвалия семейства Спаржевые (Asparagaceae) (ранее этот род помещали в семейство Гиацинтовые или в семейство Лилейные). Включено в Красную Книгу Российской Федерации.

## Ареал и среда обитания
Встречается в Малой Азии, северном Иране, Турции, на территории Европы в Румынии, Молдавии, на юге Украины, в России распространен в Волгоградской, Воронежской, Ростовской областях, Ставропольском и Краснодарском краях, в республиках Кавказа. Обитает на глинистых склонах и степных местностях.

## Описание
Многолетние растение, луковичник. Высота до 20 до 30 см. Листья ремневидные, сосредоточены у основания стебля. Цветет многоцветковой кистью, цвет серо-бурый, цветоножки — поникающие, при созревании плода удлиняются. Плод — продолговатая коробочка с 2-4 семенами. К созреванию плодов, соцветие формирует шаровидную форму, стебель переламывается и образуется «перекати-поле», распространяющее семена. Цветет — весной. Размножается семенами, зацветает на 5-й год после посева.

## Охрана
Включена в Красные Книги России и Молдавии. Так же включена в Красные Книги следующих субъектов России: Белгородская область, Волгоградская область, Воронежская область, Республика Калмыкия, Ростовская область, Республика Северная Осетия — Алания, Ставропольский край. На Украине включен в Красные Книги Николаевской, Полтавской и Харьковской областей.

## Иные именования
- Беллевалия сарматская
- Белльвалия сарматская
- Гиацинт сарматский